# Новоалександровка (Ольхово-Рогское сельское поселение)
Новоалександровка — хутор в Миллеровском районе Ростовской области. Входит в состав Ольхово-Рогского сельского поселения.

## География
На хуторе имеется одна улица:  Широкая.

## Население
| 2010 |
| ---- |
| 45   |